# زنبور درودگر خرمگسی
زنبور درودگر خرمگسی (نام علمی: Xylocopa tabaniformis) نام یک گونه از سرده زنبور درودگر است.